# Płaza (stacja kolejowa)
Płaza – nieczynny przystanek kolejowy i ładownia w Płazie, w województwie małopolskim, w Polsce, na linii Chrzanów – Płaza. Znajduje się tu 1 peron.